# روجر شيرمان
روجر شيرمان (بالإنجليزية: Roger Sherman)‏ (1721-1793)، قائد سياسي أمريكي وأحد الموقعين على اعلان الاستقلال
ولد في نيوتن، ماساتشوستس، في 19 أبريل 1721 (بالنظام القديم). انتقل مع والديه إلى ستوتون في عام 1723، ودخل المدرسة الريفية هناك، وتعلم حرفة الإسكافي في عمر مبكر في دكان أبيه. انتقل إلى نيو ميلفورد، كونيكتيكت عام في 1743، عمل كماسح للمقاطعة، وحاول أن يدخل مجال التجارة، ثم درس القانون ودخل سجل المحاماة في عام 1754. مثل نيو ميلفورد في جمعية كونيكتيكت في أعوام 1755-1756 ومجددا في الفترة من 1758-1761.وانتقل إلى نيو هافن عام 1761 وسكن فيها حتى وفاته. وكان عضوا من جديد في جمعية كونيكتيكت في أعوام 1764-1766، وكان أحد مساعدي الحاكم بين عامي 1766-1785، وقاضي محكمة كونيكتيكت العليا بين عامي 1766-1789، أمين صندوق جامعة ييل بين عامي 1765-1776، مندوب الكونغرس القاري بين عامي 1774-1781 ومجددا في 1783-1784، عضو لجنة الأمان في كونيكتيكت في 1777-1779 وفي 1782، كما أصبح عمدة بلدية نيو هافن بين عامي 1784-1793، وكان مندوب كونيكتيكت إلى الاتفاقية الدستورية الاتحادية عام 1787 وكذلك اتفاقية التصديق في نفس السنة، وعضو مجلس النواب الاتحادي في أعوام 1789-1791 ومجلس الشيوخ الأمريكي في 1791-1793.
كان شيرمان ضمن اللجنة التي صاغت اعلان الاستقلال، وأيضا ضمن اللجنة التي صاغت مقالات الاتحاد. إلا أن خدماته الأكبر للحكومة كانت في المؤتمر الدستوري الاتحادي. فقد مثل مع زميليه، أوليفر ألسويرث ووليام صموئيل جونسون، دور داعية السلام في النزاع المرير بين الحزب الرئيسيين في المؤتمر. وكان له دور مهم في التوصل للتسوية النهائية التي أقرت التمثيل المساوي في مجلس الشيوخ والتمثيل النسبي في مجلس النواب، وكانت التسوية من الأهمية أن أطلق عليها «تسوية كونيكتيكت». وساعد على هزيمة الاقتراح الذي يعطي الكونغرس حق النقض على التشريع الرسمي، وقال بأنه من غير المنطقي منح المجلس هذه الصلاحية، بما أن الدستور بنفسه قانون للدولة ولا شرعية لقانون ينافيه. في الكونغرس الاتحادي (1789-1793) فضل فرضية ديون الولاية، وتأسيس مصرف وطني، وتبني سياسة تعرفة جمركية وقائية. ورغم أنه عارض العبودية بقوة، فقد رفض دعم قرار باركر عام 1789 بفرض تسعيرة قدرها عشر دولارات لكل زنجي يجلب من أفريقيا، على أساس أنها تؤكد عنصر الملكية في العبودية.
مات شيرمان في نيو هافن في 23 يوليو 1793 عن اثنين وسبعين عاما. ولم يكن شيرمان مفكرا عميقا وأصليا مثل جيمس ويلسون، ولم يكن زعيما بارعا مثل ألكساندر هاملتون؛ لكن طبعه المحافظ وحكمه الرزين وخبرته الكبيرة كان لها الفضل بما شهد له من كفاءة في السياسة، وبالأخص في تسوية اتفاقية 1787.
اثنان من أحفاد شيرمان، هما وليام إيفارتس وجورج هور، كانا بارزين في تاريخ البلاد لاحقا.
جمع لويس بوتيل مواد عن حياة شيرمان عن طريق حفيده السيناتور هور، وصدر في شيكاغو عام 1896، وهو يعتبر عملا كبيرا ودقيقا.

## النشأة
ولد شيرمان لعائلة من المزارعين في نيوتن، ماساتشوستس، بالقرب من بوسطن. كان والده ويليام ووالدته مهيتابل شيرمان. غادر آل شيرمان نيوتن واستقروا فيما أصبح بلدة ستوتون، على بعد 27 كيلومترًا جنوب بوسطن، عندما كان روجر في الثانية من عمره.
لم يمتد تعليم شيرمان إلى ما وراء مكتبة والده والمدرسة الابتدائية، وقضى حياته المهنية المبكرة كصانع أحذية. ومع ذلك، كان لديه القدرة على التعلم، والوصول إلى مكتبة جيدة يملكها والده، وكاهن أبرشية متعلم في جامعة هارفارد، القس صموئيل دنبار، الذي أخذه تحت رعايته.
في عام 1743، دفعت وفاة والده شيرمان إلى الانتقال مع والدته وإخوته إلى نيو ميلفورد، كونيتيكت، حيث افتتح بالشراكة مع أخيه ويليام أول متجر في المدينة. قدم نفسه بسرعة كبيرة في الشؤون المدنية والدينية، وسرعان ما أصبح أحد المواطنين البارزين في المدينة وفي النهاية كاتب مدينة نيو ميلفورد. بسبب مهارته الرياضية أصبح مساح مقاطعة نيو هافن في عام 1745، وبدأ في تقديم الحسابات الفلكية للتقويم في عام 1759.

## الزواج والعائلة
تزوج روجر شيرمان مرتين ولديه ما مجموعه خمسة عشر طفلًا بلغ ثلاثة عشر منهم سن الرشد.
تزوج شيرمان إليزابيث هارتويل (ولدت في 31 أغسطس 1726 في ستوتون، ماساتشوستس) في 17 نوفمبر 1749. وتوفيت إليزابيث في 19 أكتوبر 1760.
تزوج شيرمان من ريبيكا بريسكوت (ولدت في 20 مايو 1742، في دانفرز، ماساتشوستس) في 12 مايو 1763 ولديها ثمانية أطفال: ريبيكا، إليزابيث، روجر، مهيتابيل (الأولى)، ميهتابيل (الثانية)، أوليفر، مارثا وسارة.

## المسيرة السياسية والقانونية
يُعد شيرمان بارزًا بشكل خاص في تاريخ الولايات المتحدة لكونه الشخص الوحيد الذي وقع على جميع أوراق الولايات الأربع العظيمة للولايات المتحدة، والنظام الأساسي، وإعلان استقلال الولايات المتحدة، ومواد الاتحاد، ودستور الولايات المتحدة. وقع روبرت موريس، الذي لم يوقع على عقد التأسيس، الثلاثة الآخرين. وقع جون ديكنسون أيضًا على ثلاثة عقود، وهي الرابطة القارية، ومواد الاتحاد الكونفدرالي ودستور الولايات المتحدة. شارك في إعلان الاستقلال لكنه امتنع عن التصويت، على أمل المصالحة مع بريطانيا.
على الرغم من حقيقة أن شيرمان لم يتلق تدريبًا قانونيًا رسميًا، فقد حثه ذلك على القراءة لامتحان المحاماة من قبل محامٍ محلي وتم قبوله في نقابة المحامين في ليتشفيلد، كونيتيكت عام 1754، والذي كتب خلاله تحذير ضد الظلم واختير لتمثيل نيو ميلفورد في مجلس النواب في ولاية كونيتيكت من 1755 إلى 1758 ومن 1760 إلى 1761.
عُيّن شيرمان قاضيًا للصلح في عام 1762 وقاضيًا في محكمة الاستئناف العام في عام 1765. وخلال عام 1766، انتُخب شيرمان لأول مرة في مجلس محافظ الجمعية العامة لكونيكتيكت، حيث خدم حتى عام 1785.
شغل شيرمان منصب قاضٍ في المحكمة العليا في ولاية كونيتيكت من عام 1766 إلى عام 1789، عندما غادر ليصبح عضوًا في كونغرس الولايات المتحدة.
عُين شيرمان أيضًا أمين صندوق كلية يال، ومنح درجة الماجستير الفخرية في الآداب. كان أستاذًا للدين لسنوات عديدة، وأجرى مراسلات مطولة مع بعض علماء الدين في ذلك الوقت.
خلال فبراير 1776، كان شيرمان وجورج ويث وجون آدامز أعضاء في لجنة مسؤولة عن وضع مبادئ توجيهية لمسؤولي السفارة الأمريكية في كندا مع تعليمات اللجنة التي تضمنت «يجب أن تعلن أننا نحتفظ بحقوق الضمير المقدسة، ويجوز لك وعد للشعب كله، وباسمنا رسميًا، بممارسة دينهم بحرية ودون عوائق. و... بأن جميع الحقوق المدنية والحقوق في تولي المناصب يجب أن تمتد لتشمل الأشخاص من أي طائفة مسيحية».

## روابط خارجية
- روجر شيرمان على موقع الموسوعة البريطانية (الإنجليزية)
- روجر شيرمان على موقع ميوزك برينز (الإنجليزية)
- روجر شيرمان على موقع إن إن دي بي (الإنجليزية)